# Ryggatjärnen (Bollebygds socken, Västergötland)
Ryggatjärnen är en sjö i Bollebygds kommun i Västergötland och ingår i Rolfsåns huvudavrinningsområde.